# スケッジーノ
スケッジーノ（伊: Scheggino）は、イタリア共和国ウンブリア州ペルージャ県にある、人口約440人の基礎自治体（コムーネ）。

## 地理

### 位置・広がり

#### 隣接コムーネ
隣接するコムーネは以下の通り。括弧内のTRはテルニ県所属を示す。
- フェレンティッロ (TR)
- モンテレオーネ・ディ・スポレート
- サンタナトーリア・ディ・ナルコ
- スポレート

### 気候分類・地震分類
スケッジーノにおけるイタリアの気候分類 (it) および度日は、zona D, 2076 GGである。
また、イタリアの地震リスク階級 (it) では、zona 1 (sismicità alta) に分類される。

## 行政

### 分離集落
スケッジーノには、以下の分離集落（フラツィオーネ）がある。
- Ceselli, Civitella, Collefabbri, Monte San Vito, Nevi, Pontuglia, San Valentino, Schioppo